# Macleania penduliflora
Macleania penduliflora är en ljungväxtart som beskrevs av J.L. Luteyn. Macleania penduliflora ingår i släktet Macleania och familjen ljungväxter. Inga underarter finns listade i Catalogue of Life.